# Jean Van Hamme

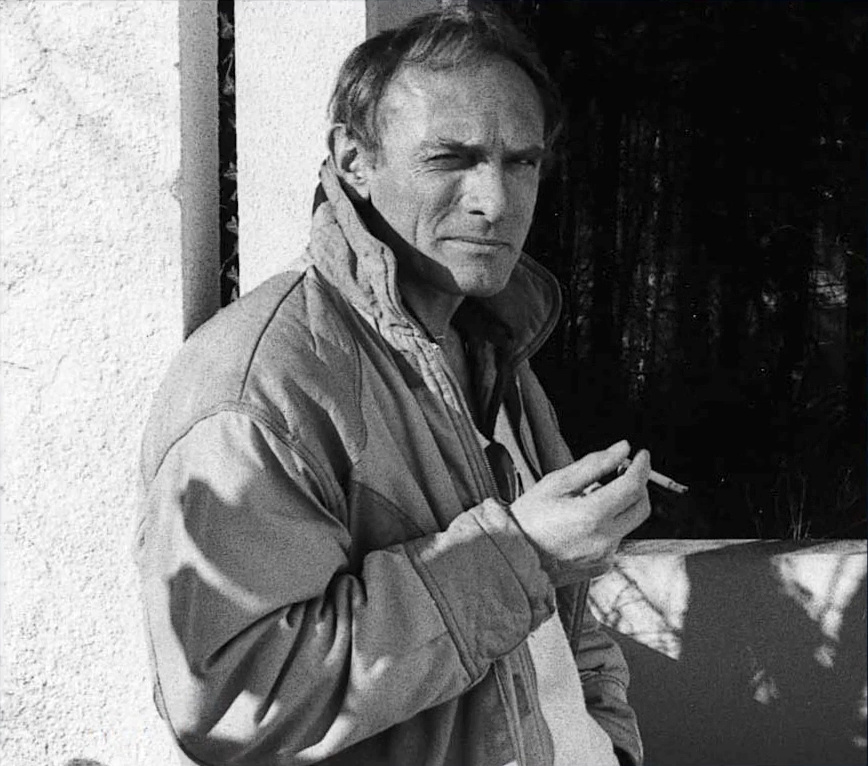
Jean Van Hamme

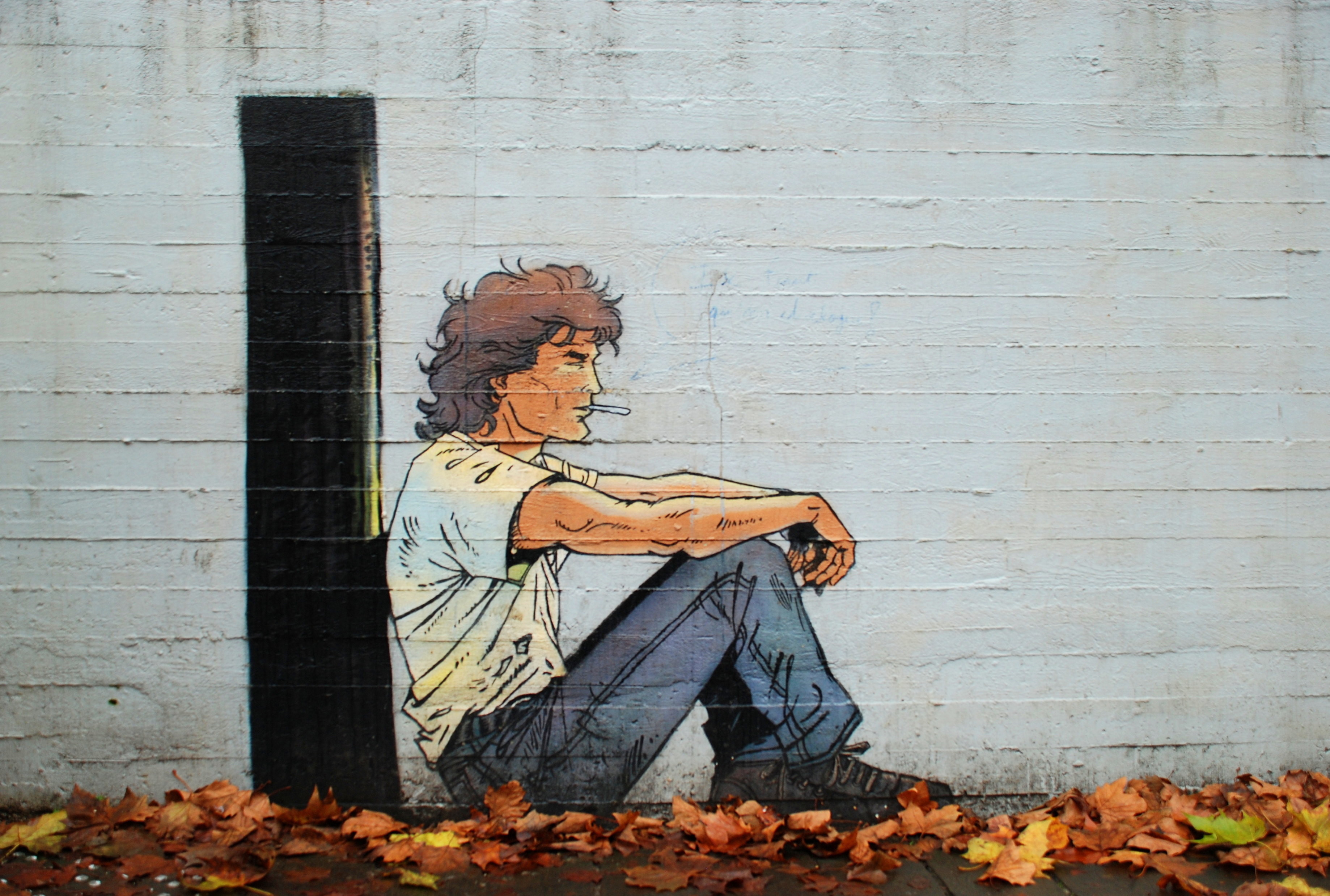
Wandgemälde von Largo Winch auf dem Place des Sciences in Louvain-la-Neuve.

Jean Van Hamme (* 16. Januar 1939 in Brüssel) ist ein belgischer Autor von Abenteuerromanen und Drehbüchern sowie einer der erfolgreichsten Texter von Comics in Europa. Mit langlebigen Serien wie Thorgal, XIII oder Largo Winch avancierte Van Hamme zu einem der kommerziell erfolgreichsten Comic-Autoren der Gegenwart.

## Leben und Werk
Van Hamme hat ein Studium der Finanzwissenschaft absolviert und im Marketing mehrerer Unternehmen gearbeitet. Sein erstes Comic-Szenario schrieb er mit dem von Paul Cuvelier gezeichneten Band Epoxy 1968. Darauf folgten mehrere Comicserien wie etwa die Fantasy-Reihe Thorgal und der dreiteilige Comic Die große Macht des kleinen Schninkel, beide mit dem polnischen Zeichner Grzegorz Rosinski. Ab 1976 widmete sich Van Hamme ausschließlich dem Schreiben.
Zwischen 1977 und 1984 veröffentlichte Van Hamme sechs Romane über den Protagonisten Largo Winch, der von der frankophonen Fachpresse als französischer James Bond bejubelt wurde. Ab den 1990er adaptierte Van Hamme zuerst die Romane zusammen mit dem belgischen Zeichner Philippe Francq als Comics und entwickelte dann eigenständige Geschichten für die Serie, welche in Frankreich mit einer Auflage von über 350'000 Exemplaren zum Verkaufsschlager wurde. Die Geschichten wurden unter anderem für eine Fernsehserie und zwei Filme adaptiert.
Ab 1984 veröffentlichte Van Hamme zusammen mit dem belgischen Zeichner William Vance die Comicserie XIII über einen namenlosen Elitesoldaten. Auch diese Reihe wurde mit XIII – Die Verschwörung und XIII – Die Verschwörung fürs Fernsehen adaptiert. Zudem gibt es mit XIII ein Videospiel, das im November 2019 als Remake erscheinen soll.

## Comics (Einzelwerke)
- Epoxy (gezeichnet von Paul Cuvelier), 1968
- Abenteuer ohne Helden oder: Verloren im Dschungel (franz. Histoire sans héros), 1977 und 20 Jahre danach (franz. Vingt ans après), 1997 (gezeichnet von Dany)
- Die große Macht des kleinen Schninkel (gezeichnet von Grzegorz Rosiński), 1988
- Bluthochzeit (franz. Lune de guerre) (gezeichnet von Hermann), 2000
- Western (gezeichnet von Grzegorz Rosiński), 2001
- Das Teleskop (franz. Le Téléscope) (gezeichnet von Teng), 2009
- Kivu (gezeichnet von Christophe Simon), 2018
- Der brennende Pfeil (gezeichnet von Étienne Schréder und Christian Cailleaux), 2023

## Comicserien
- Domino (gezeichnet von Greg), 1974–1982
- Michaël Logan Nr. 2–5 (gezeichnet von André Beautemps), 1976–1979
- Thorgal (gezeichnet von Grzegorz Rosinski), 1977–2006
- Joker, 3 Bände (gezeichnet von Dany), 1979–1985
- Tony Stark, 4 Bände (gezeichnet von Édouard Aidans), 1980–1981
- Mr Magellan, 2 Bände (gezeichnet von Géri), 1983–1984
- XIII (gezeichnet von William Vance), 1984–2007
- Das verbotene Glück, 3 Bände (franz. S.O.S. bonheur) (gezeichnet von Griffo), 1988–2001
- Largo Winch (gezeichnet von Philippe Francq), 1990–2015
- Hopfen und Malz, 8 Bände (franz. Les maîtres de l'orge) (gezeichnet von Francis Vallès), 1992–2003
- aus der Serie Blake und Mortimer (kreiert von Edgar P. Jacobs) die Episoden L'Affaire Francis Blake (deutsch: Der Fall Francis Blake), 1996, L’Étrange rendez-vous (deutsch: Unheimliche Begegnung) (beides gezeichnet von Ted Benoît), 2001, und der Doppel-Band La Malédiction des trentes deniers (deutsch: Der Fluch der dreißig Silberlinge) (gezeichnet von René Sterne, Chantal de Spiegeleer, Aubin Frechon), 2009–2010
- aus der Serie Corentin (gezeichnet von Paul Cuvelier) die Episoden Le prince des sables und Le royaume des eaux noires
- Wayne Shelton, 8 Bände (gezeichnet von Christian Denayer), 2001–2003, 2010–2024
- Lady S., 9 Bände (gezeichnet von Philippe Aymond), 2004–2013
- Rani, 8 Bände (gezeichnet von Francis Vallès), 2009–
- Das Schicksal der Winczlav, 3 Bände (gezeichnet von Philippe Berthet), 2021–2023